# Chapareillan
Chapareillan település Franciaországban, Isère megyében. Lakosainak száma 3049 fő (2022. január 1.). Chapareillan Sainte-Marie-du-Mont, Entremont-le-Vieux, Laissaud, Barraux, Pontcharra és Porte-de-Savoie községekkel határos.

## Népesség
A település népességének változása:
| Lakosok száma | 1302 | 1682 | 1898 | 2477 | 2912 | 2950 | 3010 | 2986 | 2975 | 3049 |
|               | 1968 | 1982 | 1990 | 2006 | 2013 | 2015 | 2017 | 2019 | 2020 | 2022 |